# 돌 페이스
돌 페이스(Doll Face)는 미국의 걸 그룹으로,그룹이름은 No More Drama로 2010년 데뷔하였으며, 초기 구성원으로는 알리사,카밀,알리야,아리엘,킴벌리이며,현재 구성원은 킴벌리,헬렌,브리안,브리타니,바네사이다.

## 경력

### 2010:더 이상 드라마(N.M.D)로 데뷔
아리엘 무어 파벌 GIRLZ 왼쪽에 대한 년 후, 그녀는 새 그룹을 형성하는 호위 Dorough과 CJ Huyer와 협력. NMD 또는 더 이상 드라마로 알려진 문화 대 팝 그룹 - 오디션 후, 아리엘 멀티를 형성했다. 이 그룹은 아리엘 무어, 알리사 매 빠 디야, 알리야 꽃, 킴벌리 로즈, 카밀레 Abordo으로 구성되었다.

### 2010말:카밀 Abordo과아리엘 무어의 탈퇴
2010년 말 알리사 매와 카밀 솔로 경력을 정독하는 NMD를 떠났다. 나머지 소녀는 소녀를 대체하는 오디션을 개최 얼마 후. 새로운 회원 브리안 옥스와 로렐라이 싱코를 영입하였다.

### 2011년:최종라인 그리고 N.M.D끝
2011년 1월 초에 알리야 인해 나이와 음악의 방향으로 변화하는 새로운 집단 역학에 NMD를 떠났다. 얼마 후, 나머지 소녀는 그녀를 대체하는 오디션을 개최했다.2011년 3월 31일 아리엘 NMD의 레코딩 계약까지 만료되었으며,트위터를 통해 확인하고 이를 계약하지 않으며,다음 날 아리엘는 솔로 경력에 가는 것을 발표했다. 또한 로렐라이, 브리안, 킴벌리는 뭉쳐 새로운 그룹을 형성 할 거라고 발표했다.

### 2011년 4월:인형 얼굴
NMD의 해산 후, 나머지 소녀는 인형 얼굴의 이름으로 새 그룹을 형성했다. 이 그룹은 킴벌리 로즈, 로렐라이 싱코, 헬렌 브리타니, 브리안 옥스, 브리트니 옥스으로 구성되어 있다. 그룹은 쇼티 맥을 갖춘 "나는 기다릴 수 없다"의 커버를 출시했다.

### 2012년 4월:로렐라이 탈퇴
2012년 4월 로렐라이 싱코의 탈퇴로 새로운 멤버 바네사 에르난데스를 영입하였으며,현재 구성 멤버는 킴벌리 로즈, 헬렌 브리타니, 브리안 옥스, 브리트니 옥스, 바네사 에르난데스로 구성되어있다.

### N.M.D와Doll Face곡
- Electric
- Super Nova
- Anything
- Party Tyme
- Mirror Mirror
- Warrior
- Stand Up For Love
- Where Are You Christmas
- Good Enough
- Bye Bye
- I Can't Wait(feat. Shorty Mack)